# Kojo
Kojoはデヘラードゥーン在住の講師兼プログラマのLalit Pantにより開発されたオープンソースの教育用プログラミング言語及び統合開発環境である。
Scalaで構築されており、利用者は着実にScalaの記法を習得できる。ドメイン固有言語を提供しており、グラフィカルユーザインタフェースはSwing（旧VerはNetBeans）に基づいている。
英語圏各国の教育機関や団体(Meetupやコーダー道場など)で採用されている。